# Tulpar

El escudo de armas de Kazajistán

Tulpar, caballo alado de Asia Central, en el emblema de Mongolia

Tulpar (kazajo: Тұлпар, Bashkort: Толпар, tártaro: Тулпар, kirguís: Тулпар, turco: Tulpar) es un caballo alado de la mitología turca (por ejemplo, de Kazajistán y Tártara), equivalente a Pegaso. Tulpar también está en los emblemas nacionales de Kazajistán y Mongolia.
El Tulpar surgió posiblemente a raíz de la naturaleza de las personas en Asia central, con una cultura centrada en torno a la caza. Las personas cazaban a caballo, en compañía de un ave de presa. Estos dos animales, con la imaginación humana, se fusionaron en el caballo alado conocido como Tulpar. 
Esta criatura mítica también se ha utilizado como símbolo de Kazajistán; el emblema está decorado con dos Tulpars de oro, la parte superior de una yurta (tienda tradicional donde vivían los kazajos) y los rayos del sol. 
El fondo azul representa el cielo, donde los Tulpars corren.
Tulpar es el caballo legendario que aparece en la cultura de los pueblos de habla turca (turcos, uzbekos, kazajos, kirguís, etc.). La asociación de un pájaro con un caballo también puede cambiarse a la de un lebrel. La imagen de un lebrel que viene junto con una del legendario caballo dio pie al origen de la palabra túrquica para la caseta para perros.
Las alas posiblemente no eran necesariamente para el vuelo, sino para enfatizar su velocidad. Según la mitología estos caballos compartían toda su vida con sus amos.